# Europäische Koalition zur Beendigung von Tierversuchen
Die European Coalition to End Animal Experiments (ECEAE) ist eine europäische Dachorganisation, die sich für Tierrechte einsetzt, insbesondere für die Abschaffung von Tierversuchen.
Sie ist ein gemeinnütziger Verein mit Sitz in Köln, Deutschland. Ihr gehören 17 Mitgliedsorganisationen an. Die ECEAE ist von der Europäischen Chemikalienagentur (ECHA) als akkreditierter Interessenvertreter anerkannt. Sie darf als Beobachter an den Sitzungen des Ausschusses der Mitgliedstaaten und des Risikobeurteilungsausschusses der ECHA teilnehmen. Sie geht auch vor dem Europäischen Gerichtshof (EuGH) gegen Entscheidungen der ECHA vor.

## Geschichte
Die ECEAE wurde 1990 als Dachverband für nationale Organisationen gegründet, die sich für die Abschaffung aller Tierversuche einsetzen. Das ursprüngliche Ziel war es, ein Verbot von Tierversuchen für Kosmetika zu erreichen. Später kamen weitere Kampagnenziele hinzu, darunter das Verbot von Experimenten an nicht-menschlichen Primaten, im Bereich der regulatorischen Tierversuche sowie Tierversuche für Botulinumtoxin, besser bekannt als Botox.
Um diese Ziele zu erreichen, veröffentlicht die ECEAE Publikationen und betreibt Lobbyarbeit im Europäischen Parlament, bei der Europäischen Kommission und anderen relevanten EU-Organen. Die ECEAE war eine der Initiatoren der Europäischen Bürgerinitiative „Save Cruelty Free Cosmetics – Commit to a Europe Without Animal Testing“.

## Mitgliedsorganisationen
Derzeit besteht die ECEAE aus 17 Mitgliedsorganisationen.
- ADDA: - Asociación Defensa Derechos Animal Adda Ong (Spanien)[8]
- Animal Rights (Belgien)[9]
- Anima Mundi (Nordmazedonien)[10]
- ATRA – Associazione svizzera per l'abolizione della vivisezione (Schweiz)[11]
- Comité scientifique Pro Anima Pour une recherche sans expérimentation animale (Frankreich)[12]
- Ärzte gegen Tierversuche (Deutschland)
- Society for the Protection of Animals and development of Civic Consciousness (Serbien)[13]
- Forsøgsdyrenes Værn – Danish Society for the Protection of Laboratory Animals (Dänemark)[14]
- IBT – Internationaler Bund der Tierversuchsgegner (Österreich)
- IAVS – Irish Anti-Vivisection Society (Irland)[15]
- LAV – Lega Anti Vivisezione (Italien)[16]
- LSCV – Ligue Suisse contre l’expérimentation animale et pour les droits des animaux (Schweiz)[17]
- Menschen für Tierrechte – Bundesverband der Tierversuchsgegner e.V. (Deutschland)
- One Voice (Frankreich)[18]
- OSA – Oltre la Sperimentazione Animale (Italien)[19]
- Prijatelji životinja – Animal Friends Croatia (Kroatien)[20]
- Tierschutz Austria (Österreich)

## Weiterführende Links
- Offizielle ECEAE-Website (englisch)